# Acalolepta holonigra
Acalolepta holonigra là một loài bọ cánh cứng trong họ Cerambycidae.